# 小行星3252
小行星3252（3252 Johnny）是一颗围绕太阳公转的小行星。1981年3月2日，舒爾特·巴斯在赛丁泉山发现了此天体。
該小行星以美國節目主持人強尼·卡森命名。
这颗小行星的绝对星等为158.2379050154665等。